# Jordi Lardín
Jordi Lardín Cruz (ur. 4 czerwca 1973 w Manresie) – piłkarz hiszpański grający na pozycji bocznego pomocnika. W swojej karierze 3 razy wystąpił w reprezentacji Hiszpanii.

## Kariera klubowa
Karierę piłkarską Lardín rozpoczął w klubie CE Sabadell FC. W 1992 roku wystąpił w nim w 4 meczach Segunda División. Jeszcze w trakcie sezonu 1992/1993 odszedł do Espanyolu Barcelona. 5 września 1992 zadebiutował w Primera División w przegranym 1:2 wyjazdowym spotkaniu z Realem Saragossa. W sezonie 1992/1993 spadł z Espanyolem do Segunda División, ale w drugiej lidze hiszpańskiej grał tylko rok. W latach 1994–1996 był najskuteczniejszym zawodnikiem Espanyolu i w dwóch kolejnych sezonach zdobywał odpowiednio 12 i 17 goli. W Espanyolu grał do końca sezonu 1996/1997.
Latem 1997 roku Lardín przeszedł z Espanyolu do Atlético Madryt. W Atlético swój debiut zanotował 29 sierpnia 1997 w derbach Madrytu z Realem Madryt (1:1). W sezonie 1997/1998 był podstawowym zawodnikiem Atlético, jednak za czasów trenerskiej kadencji Arrigo Sacchiego stracił miejsce w wyjściowym składzie. W 2000 roku spadł z Atlético do Segunda División.
Na początku 2001 roku Lardín został na pół roku wypożyczony do Espanyolu. Z kolei latem 2001 wypożyczono go na sezon do Xerez CD z Segunda División. Latem 2002 zakończył karierę w wieku 29 lat, jednak w 2004 roku powrócił do uprawiania futbolu i przez sezon grał w CD Leganés.
| Sezon   | Klub            | Kraj      | Rozgrywki          | Mecze | Bramki |
| ------- | --------------- | --------- | ------------------ | ----- | ------ |
| 1992/93 | CE Sabadell FC  | Hiszpania | Segunda División   | 4     | 0      |
| 1992/93 | RCD Espanyol    | Hiszpania | Primera División   | 14    | 0      |
| 1993/94 | RCD Espanyol    | Hiszpania | Segunda División   | 31    | 9      |
| 1994/95 | RCD Espanyol    | Hiszpania | Primera División   | 38    | 12     |
| 1995/96 | RCD Espanyol    | Hiszpania | Primera División   | 38    | 17     |
| 1996/97 | RCD Espanyol    | Hiszpania | Primera División   | 42    | 9      |
| 1997/98 | Atlético Madryt | Hiszpania | Primera División   | 32    | 4      |
| 1998/99 | Atlético Madryt | Hiszpania | Primera División   | 21    | 2      |
| 1999/00 | Atlético Madryt | Hiszpania | Primera División   | 7     | 0      |
| 2000/01 | Atlético Madryt | Hiszpania | Segunda División   | 9     | 0      |
| 2000/01 | RCD Espanyol    | Hiszpania | Primera División   | 8     | 0      |
| 2001/02 | Xerez CD        | Hiszpania | Segunda División   | 17    | 0      |
| 2004/05 | CD Leganés      | Hiszpania | Segunda División B | 28    | 0      |

## Kariera reprezentacyjna
W reprezentacji Hiszpanii Lardín zadebiutował 19 listopada 1997 roku w zremisowanym 1:1 towarzyskim spotkaniu z Rumunią. Od 1997 do 1998 roku rozegrał w kadrze narodowej 3 mecze. W swojej karierze występował też w młodzieżowych reprezentacjach: U-21 i U-23. Z tą trzecią wystąpił na Letnich Igrzyskach Olimpijskich w Atlancie.
| Mecze i gole w reprezentacji | Mecze i gole w reprezentacji | Mecze i gole w reprezentacji | Mecze i gole w reprezentacji | Mecze i gole w reprezentacji | Mecze i gole w reprezentacji | Mecze i gole w reprezentacji |
| #                            | Data                         | Stadion                      | Rywal                        | Wynik                        | Gol                          | Rozgrywki                    |
| 1997                         | 1997                         | 1997                         | 1997                         | 1997                         | 1997                         | 1997                         |
| ---------------------------- | ---------------------------- | ---------------------------- | ---------------------------- | ---------------------------- | ---------------------------- | ---------------------------- |
| 1.                           | 19.11.1997                   | Palma de Mallorca, Hiszpania | Rumunia                      | 1:1                          | 0                            | towarzyski                   |
| 1998                         |                              |                              |                              |                              |                              |                              |
| 2.                           | 28.01.1998                   | Paryż, Francja               | Francja                      | 0:1                          | 0                            | towarzyski                   |
| 3.                           | 23.09.1998                   | Grenada, Hiszpania           | Rosja                        | 1:0                          | 0                            | towarzyski                   |